# 水分神
天之水分神（日语：アメノミクマリノカミ）與國之水分神（日语：クニノミクマリノカミ）為《古事記》之記載，祂們是日本神話中的水神，別名有建水分神、水別神、武水別神等。

## 概要

### 古事記之記載
據《古事記》上卷之記錄，伊邪那岐命和伊邪那美命產完大八島國、自吉備兒島至天兩屋島等六島後，接著產神。生下的神明依序為：大事忍男神、石土毘古神、石巢比賣神、大戶日別神、天之吹男神、大屋毘古神、風木津別之忍男神、海神大綿津見神，接著產下水戶神，也就是速秋津日子神、速秋津比賣神二神。這對掌管河川及海洋的兄妹神另外生下四對八位神明：
- 沫那藝神（（日語）あはなぎのかみ）、沫那美神（（日語）あはなみのかみ）
- 頰那藝神（（日語）つらなぎのかみ）、頰那美神（（日語）つらなみのかみ）
- 天之水分神、國之水分神
- 天之久比奢母智神（（日語）あめのくひざもちのかみ）、國之久比奢母智神（（日語）くにのくひざもちのかみ）

## 解說
遇到旱災時，水分神常為百姓祈雨的對象，故一般以農耕神、保護水源地之神、山神等視之。後來「水分（（日語）ミクマリ）」音訛傳成「御子守（（日語）ミコモリ）」，因此日本許多信徒也相信水分神能保佑小孩，守護其平安、健康。

## 信仰
日本祭祀水分神的神社主要有下列：
- 惣社水分神社（奈良縣宇陀市）
- 宇太水分神社上宮（奈良縣宇陀市）
- 御井神社（奈良縣宇陀市）
- 都祁水分神社（奈良縣奈良市都祁友田町）
- 吉野水分神社（奈良縣吉野郡吉野町）
- 水分神社（滋賀縣長濱市木之本町）
- 大水別神社（滋賀縣長濱市余吳町）
- 日枝神社大水別神社（滋賀縣高島市今津町）
- 荒城神社（岐阜縣高山市國府町）
- 水無神社（岐阜縣高山市一之宮町）
- 樋知大神社（長野縣長野市）
- 武水別神社（長野縣千曲市）

## 內部連結
- 速秋津日子神與速秋津比賣神
- 水神

## 外部連結
- （日語）宇太水分神社公式ホームページ（页面存档备份，存于）